# حارة مطار صنعاء والجوية (صنعاء)

تعديل مصدري - تعديل

مطار صنعاء والجوية هي إحدى حارات حي سدس احداق بمدينة الروضة شمال العاصمة اليمنية "صنعاء"، بلغ تعداد سكانها 381 نسمة حسب تعداد اليمن لعام 2004.